# Kathleen Garrett

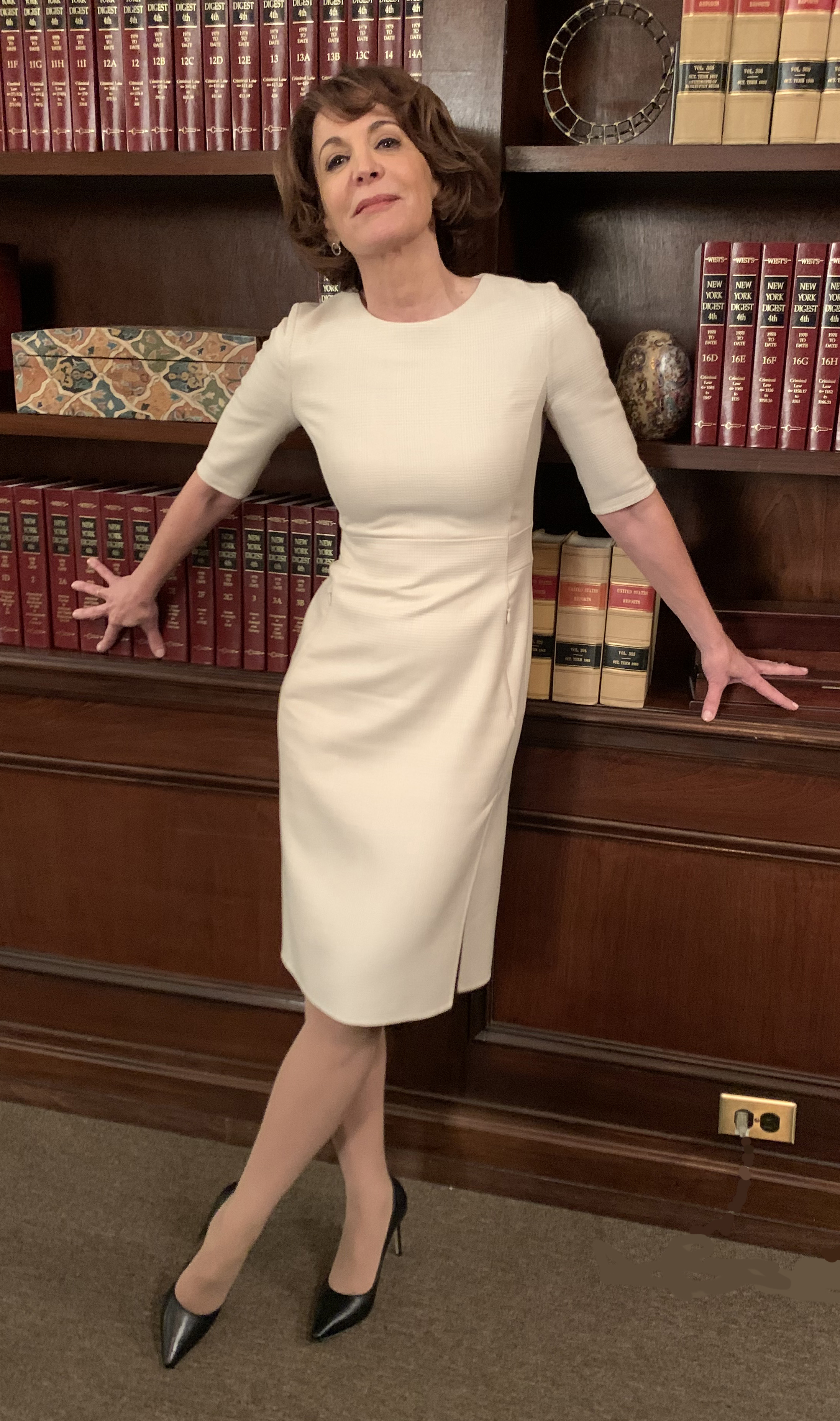
Kathleen Garrett

Kathleen Garrett (* vor 1982) ist eine US-amerikanische Film- und Theaterschauspielerin, Synchronsprecherin und Autorin.

## Leben
Garrett trat seit 1982 in verschiedenen Filmen in Erscheinung, zu denen For Lovers Only (1982), Spur der Angst (1986), Mrs. Lamberts letzte Reise (1991), Im Herzen der Lüge (1992), Power Cop (1993) und Copshop (2004) gehören. In der Fernsehserie The New WKRP in Cincinnati war sie von 1991 bis 1993 als Dana Burns zu sehen. Im Star-Trek-Franchise spielte sie 1993 in der Folge Der Steinwandler der Serie Star Trek: Deep Space Nine eine vulkanische Offizierin und im Jahr 2000 die Tanis in der Folge Die Muse der Serie Star Trek: Raumschiff Voyager. Sie trat in etlichen weiteren Serien auf, so etwa als Sandra Lockhart in der Miniserie Skin (2003–2005) und als Richterin Susan Moretti in Law & Order (2008–2010).
Als Theaterschauspielerin war sie 1992 in William Luces Zelda, the Last Flapper in den Tiffany Theatres in Los Angeles zu sehen. 1998 bekam sie für ihr Wirken in Jean Cocteaus Indiscretions den Los Angeles Drama Critics Circle Award als beste Schauspielerin, den Garland Award in der Kategorie „Outstanding Performance“, den Robbie Award als beste Nebendarstellerin und eine Ovation-Nominierung in der Kategorie „Best Performance“. Sie war als Mrs. Alving in Henrik Ibsens Ghosts und als The Countess in Jean Anouilhs Ardele zu sehen. Für letztere Rolle gewann sie einen Drama-Logue Critics Award in der Kategorie „Outstanding Performance“. Ebenfalls wurde sie mit einem Clio Award in der Kategorie „Outstanding Performance of an Actor in a Commercial“ ausgezeichnet.
Als Synchronsprecherin im Englischen war sie in einer Folge der Serie Celebrity Deathmatch (2001), dem Film Freitag der 13. (2009) und dem Videospiel Dead Rising 3 (2013) tätig. In dem Fernsehfilm Final Days of an Icon (2008) sowie den Serien Solved (2008–2009) und Miracles (2010) war sie als Erzählerin zu hören.
2016 veröffentlichte sie ihre zweiteilige Kurzgeschichte The ‘Figgers’: The Day a 12 Year-Old Foiled the FBI bei Zocalo Public Square.

## Filmografie
- 1982: For Lovers Only (Fernsehfilm)
- 1986: Spur der Angst (Child’s Cry, Fernsehfilm)
- 1989: Inspektor Hooperman (Hooperman, Fernsehserie, eine Folge)
- 1989: Die besten Jahre (thirtysomething, Fernsehserie, eine Folge)
- 1990: Ganz große Klasse (Head of the Class, Fernsehserie, eine Folge)
- 1990: The Outsiders (Fernsehserie, eine Folge)
- 1991: Mrs. Lamberts letzte Reise (Mrs. Lambert Remembers Love, Fernsehfilm)
- 1991: Shannon’s Deal (Fernsehserie, eine Folge)
- 1991: Matlock (Fernsehserie, eine Folge)
- 1991–1993: The New WKRP in Cincinnati (Fernsehserie, 18 Folgen)
- 1992: Im Herzen der Lüge (Calendar Girl, Cop, Killer? The Bambi Bembenek Story, Fernsehfilm)
- 1993: Hör mal, wer da hämmert (Home Improvement, Fernsehserie, eine Folge)
- 1993: Star Trek: Deep Space Nine (Fernsehserie, Folge Der Steinwandler)
- 1993: Power Cop (Irresistible Force, Fernsehfilm)
- 1994: Phenom – Das Tenniswunder (Phenom, Fernsehserie, eine Folge)
- 1995: Emergency Room – Die Notaufnahme (ER, Fernsehserie, eine Folge)
- 1995: Mord ist ihr Hobby (Murder, She Wrote, Fernsehserie, eine Folge)
- 1995: Bombmeister
- 1996: Diagnose: Mord (Diagnosis Murder, Fernsehserie, eine Folge)
- 1996: Murphy Brown (Fernsehserie, eine Folge)
- 1996: Nachtschicht mit John (The John Larroquette Show, Fernsehserie, eine Folge)
- 1996: Baywatch Nights (Fernsehserie, eine Folge)
- 1996: Tomorrow Man (Fernsehfilm)
- 1996: Dark Skies – Tödliche Bedrohung (Dark Skies, Fernsehserie, eine Folge)
- 1997: Ein Hauch von Himmel (Touched By An Angel, Fernsehserie, eine Folge)
- 1998: Hinterm Mond gleich links (3rd Rock from the Sun, Fernsehserie, eine Folge)
- 1998: Dharma & Greg (Fernsehserie, eine Folge)
- 1998: Komiker lieben anders (The Souler Opposite)
- 1999: Providence (Fernsehserie, eine Folge)
- 1999: Melrose Place (Fernsehserie, eine Folge)
- 2000: The West Wing – Im Zentrum der Macht (The West Wing, Fernsehserie, eine Folge)
- 2000: Star Trek: Raumschiff Voyager (Star Trek: Voyager, Fernsehserie, Folge Die Muse)
- 2000: Beverly Hills, 90210 (Fernsehserie, 2 Folgen)
- 2001: Zen and the Art of Landscaping (Kurzfilm)
- 2001: 100 Centre Street (Fernsehserie, eine Folge)
- 2001: Celebrity Deathmatch (Fernsehserie, eine Folge, Stimme)
- 2002: First Monday (Fernsehserie, eine Folge)
- 2002: Without a Trace – Spurlos verschwunden (Without a Trace, Fernsehserie, 2 Folgen)
- 2003–2005: Skin (Fernsehserie)
- 2004: Copshop (Fernsehfilm)
- 2006: Malcolm mittendrin (Malcolm in the Middle, Fernsehserie, eine Folge)
- 2007: American Gangster
- 2008: Shark (Fernsehserie, eine Folge)
- 2008: Final Days of an Icon (Fernsehfilm, Stimme)
- 2008–2009: Solved (Fernsehserie, 25 Folgen, Stimme)
- 2008–2010: Law & Order (Fernsehserie, 4 Folgen)
- 2008, 2011: Law & Order: Special Victims Unit (Fernsehserie, 2 Folgen)
- 2009: Freitag der 13. (Friday the 13th, Stimme)
- 2009: Alles Betty! (Ugly Betty, Fernsehserie, eine Folge)
- 2010: Miracles (Fernsehserie, 3 Folgen, Stimme)
- 2013: Dead Rising 3 (Videospiel, Stimme)
- 2016: Detective Laura Diamond (The Mysteries of Laura, Fernsehserie, eine Folge)
- 2023: Navy CIS: L.A. (Fernsehserie, eine Folge)

## Auszeichnungen und Nominierungen
- 1998: Los Angeles Drama Critics Circle Award als beste Schauspielerin für Indiscretions.[2]
- Garland Award in der Kategorie „Outstanding Performance“ für Indiscretions.[3]
- Robbie Award als beste Nebendarstellerin  für Indiscretions.[3]
- Ovation-Nominierung in der Kategorie „Best Performance“ für Indiscretions.[3]
- Drama-Logue Critics Award in der Kategorie „Outstanding Performance“ für Ardele.[3]
- Clio Award in der Kategorie „Outstanding Performance of an Actor in a Commercial“.[4]